# Saperda punctata
Saperda punctata är en skalbaggsart som först beskrevs av Carl von Linné 1767.  Saperda punctata ingår i släktet Saperda och familjen långhorningar.
Artens utbredningsområde är:
- Corsica.
- Frankrike.
- Ukraina.

Arten har ej påträffats i Sverige. Inga underarter finns listade i Catalogue of Life.

## Bildgalleri

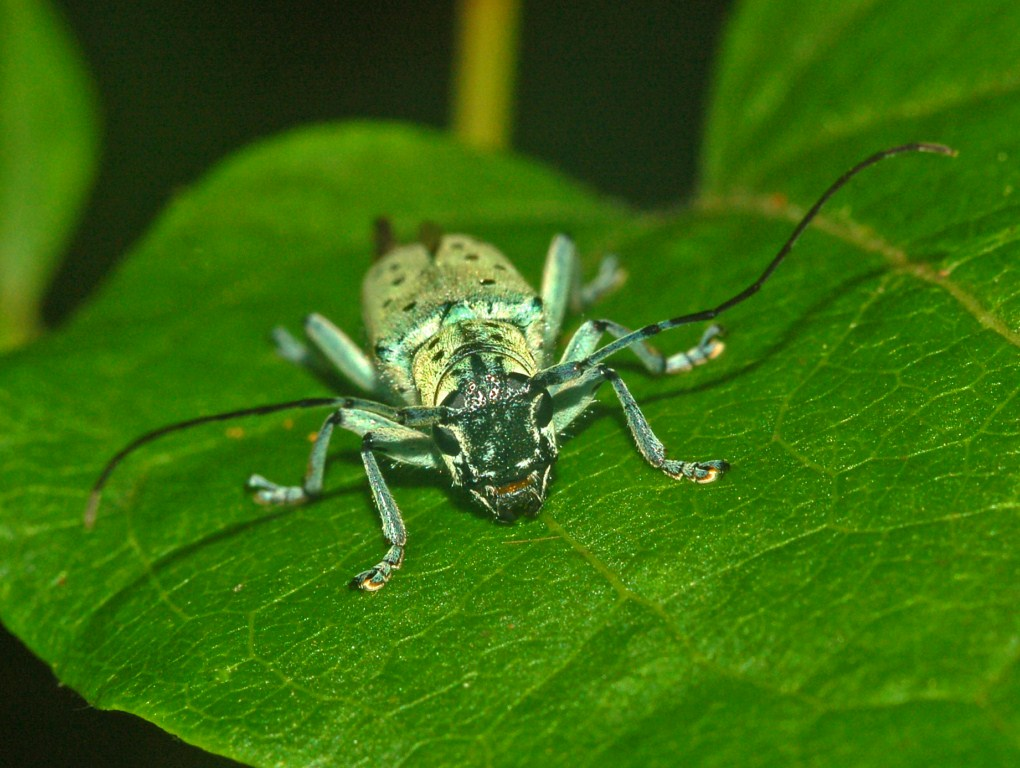